# 偏花黄芩
偏花黄芩（学名：Scutellaria tayloriana），为唇形科黄芩属下的一个植物种。